# Scopula atramentaria
Scopula atramentaria är en fjärilsart som beskrevs av Max Joseph Bastelberger 1909. Scopula atramentaria ingår i släktet Scopula och familjen mätare. Inga underarter finns listade.